# Liga Nacional de Nueva Zelanda 1979
La Liga Nacional de Nueva Zelanda 1979 fue la décima edición de la antigua primera división del país. El University-Mount Wellington conquistó su tercer título de liga con la mayor diferencia de puntos en la historia del torneo. Obtuvo 40 puntos producto de 20 victorias y tan solo 2 derrotas, sin empates.

## Ascensos y descensos
| Pos | de la Liga Nacional |
| --- | ------------------- |
| 10º | Hamilton            |
| 11º | Waterside Karori    |
| 12º | Woolston WMC        |

| Pos | de la Northern League |
| --- | --------------------- |
| 1º  | Manurewa              |

| Pos | de la Central League |
| --- | -------------------- |
| 1º  | Manawatu United      |

| Pos | de la Southern League |
| --- | --------------------- |
| 1º  | Dunedin City          |

## Equipos participantes
| Equipo                      | Ciudad           | Liga            |
| --------------------------- | ---------------- | --------------- |
| University-Mount Wellington | Auckland         | Northern League |
| Blockhouse Bay              | Auckland         | Northern League |
| Courier Rangers             | Auckland         | Northern League |
| Eastern Suburbs             | Auckland         | Northern League |
| Manurewa                    | Auckland         | Northern League |
| North Shore United          | North Shore      | Northern League |
| Stop Out                    | Lower Hutt       | Central League  |
| Nelson United               | Nelson           | Central League  |
| Manawatu United             | Palmerston North | Central League  |
| Wellington Diamond United   | Wellington       | Central League  |
| Christchurch United         | Christchurch     | Southern League |
| Dunedin City                | Dunedin          | Southern League |

## Clasificación
| Pos | Equipo                      | PJ | G  | E | P  | GF | GC | Dif | Pts |
| --- | --------------------------- | -- | -- | - | -- | -- | -- | --- | --- |
| 1   | University-Mount Wellington | 22 | 20 | 0 | 2  | 68 | 17 | 51  | 40  |
| 2   | Christchurch United         | 22 | 10 | 6 | 6  | 47 | 30 | 17  | 26  |
| 3   | North Shore United          | 22 | 10 | 4 | 8  | 37 | 29 | 8   | 24  |
| 4   | Manurewa                    | 22 | 9  | 6 | 7  | 33 | 28 | 5   | 24  |
| 5   | Dunedin City                | 22 | 10 | 4 | 8  | 39 | 44 | -5  | 24  |
| 6   | Nelson United               | 22 | 9  | 4 | 9  | 36 | 30 | 6   | 22  |
| 7   | Wellington Diamond United   | 22 | 7  | 7 | 8  | 23 | 34 | -11 | 21  |
| 8   | Blockhouse Bay              | 22 | 6  | 6 | 10 | 31 | 41 | -10 | 18  |
| 9   | Stop Out                    | 22 | 5  | 7 | 10 | 27 | 35 | -8  | 17  |
| 10  | Manawatu United             | 22 | 6  | 5 | 11 | 22 | 33 | -10 | 17  |
| 11  | Courier Rangers             | 22 | 4  | 8 | 10 | 26 | 48 | -22 | 16  |
| 12  | Eastern Suburbs             | 22 | 4  | 7 | 11 | 27 | 47 | -20 | 15  |

J: partidos jugados; G: partidos ganados; E: partidos empatados; P: partidos perdidos; GF: goles a favor;
 GC: goles en contra; DG: diferencia de goles; Pts: puntos
|  | Desafiliación para la próxima temporada |

| Bandera de Nueva Zelanda                      |
| Campeón University-Mount Wellington 3º título |